# Santa Rosa (Novo México)
Santa Rosa é uma cidade localizada no estado americano de Novo México, no Condado de Guadalupe.

## Demografia
Segundo o censo americano de 2000, a sua população era de 2744 habitantes.
Em 2006, foi estimada uma população de 2486, um decréscimo de 258 (-9.4%).

## Geografia
De acordo com o United States Census Bureau tem uma área de 11,1 km², dos quais 11,0 km² cobertos por terra e 0,1 km² cobertos por água. Santa Rosa localiza-se a aproximadamente 1395 m acima do nível do mar.

## Localidades na vizinhança
O diagrama seguinte representa as localidades num raio de 68 km ao redor de Santa Rosa.